# Manduel
Manduel é uma comuna francesa na região administrativa da Occitânia, no departamento de Gard. Estende-se por uma área de 26.46 km², e possui 6.871 habitantes, segundo o censo de 2018, com uma densidade de 260 hab/km².